# București NonStop
București NonStop este un film românesc din 2015 regizat de Dan Chișu. În rolurile principale joacă actorii Ion Besoiu, Dorina Lazăr și Gheorghe Ifrim.

## Prezentare
Pelicula prezintă o noapte din viața unui magazin non-stop dintr-un cartier din București. Scenariul este format din patru povești diferite a patru personaje, singura legătură dintre acestea fiind Achim (Gheorghe Ifrim) „băiatul de la non-stop".

## Distribuție
- Gheorghe Ifrim ca Achim
- Ion Besoiu ca Bătrânul
- Dorina Lazăr ca Bătrâna
- Adrian Titieni ca Giani
- Olimpia Melinte ca Jeny
- Alexandru Papadopol ca Gelu
- Maria Obretin ca Dora
- Dorian Boguță ca Bodo
- Toma Cuzin ca Tedi
- Dan Bordeianu ca Bărbatul din restaurant
- Tudor Smoleanu ca Marian

## Producție
Pelicula este realizată cu finanțare exclusiv independentă. Filmările au avut loc pe strada Nerva-Traian, București și erau programate a fi finalizate în iulie 2013.

## Primire
În perioada 18-20 octombrie 2013 filmul este prezentat la CentEast Market Warsaw-Moscow (Polonia) la secținea work in progress.
Premii
- Cel mai bun lungmetraj de ficțiune, Festivalul Indie al Producatorilor de Film Independenti, București – România, 2015
- Marele premiu, Trofeul Uniunii Cineaștilor și Premiul pentru sunet, UCIN – România, 2015
- Cel mai bun actor (Ion Besoiu), Festivalul Internațional de Film „Love is Folly” – Bulgaria, 2016
- Premiul „Coup de Coeur du Jury”, Festivalul Internațional al Filmului de Dragoste de la Mons, Competiția Internațională – Belgia, 2016
- Cel mai bun film (Dan Chișu, DaKino Production), Cea mai bună muzică (Marius Leftărache, Cristian Tarnovețchi, Florin Tăbăcaru, Alexandru Dumitru), UCIN – România, 2016